# Discurria
Genre
Discurria est un genre de mollusques gastéropodes de la famille des Lottiidae.

## Liste des espèces
Selon GBIF (12 août 2024) :
- Discurria insessa (Hinds, 1842)
- † Discurria radiata Lindberg, 1988

À noter que le WoRMS ne mentionne pas l'espèce éteinte Discurria radiata.

## Classification
Le nom valide complet (avec auteur) de ce taxon est Discurria Lindberg (d), 1988,.

### Publication originale
- (en) David R. Lindberg, « Systematics of the Scurriini (New Tribe) of the Northeastern Pacific Ocean (Patellogastropoda : Lottiidae) », The Veliger, vol. 30, no 4,‎ 1er avril 1988, p. 387-394 (ISSN 0042-3211, OCLC 1768969, lire en ligne).